# تشارلي مور
تشارلي مور (بالإنجليزية: Charlie Moore)‏ (23 سبتمبر 1905 في المملكة المتحدة - 1 ديسمبر 1972 في المملكة المتحدة) هو لاعب كرة قدم بريطاني (وحمل سابقاً جنسية المملكة المتحدة لبريطانيا العظمى وأيرلندا) في مركز الهجوم. لعب مع برادفورد سيتي.